# 尼日利亚第一共和国
尼日利亚第一共和国（First Nigerian Republic）是1963年至1966年间，根据第一部共和宪法于尼日利亚建立的西敏制联邦政府。这一称呼通常也用来代指尼日利亚从1960年10月1日独立到1966年1月15日发生第一次军事政变之间的时期。在此期间，尼日利亚由组成联邦的各个地区的领导人以地区总理的身份统治。这些领导人包括北部地区总理艾哈迈杜·贝洛（1959－1966）、西部地区总理奥巴费米·阿沃洛沃（1959－1960）、西部地区总理塞缪尔·阿金托拉（1960－1966）、东部地区总理迈克尔·奥克帕拉（1960－1966）和中西部地区总理丹尼斯·奥萨德贝（1964－1966）。

## 成立
从1957年开始，尼日利亚的部分地区逐渐获得自治权，而整个国家于1960年10月1日从英国获得独立。自独立以来，尼日利亚仍奉英国君主伊丽莎白二世为名义上的国家元首，直到1963年通过新宪法，宣布该国为共和国。新宪法保留了威斯敏斯特体系的政府系统，因此总统的权力通常是仪式性的。

## 灭亡
1960年代中期的政治动荡最终导致了尼日利亚的第一次军事政变。1966年1月15日，在尼日利亚陆军少校伊曼纽尔·伊法尤纳的带领下，楚库马·卡杜纳少校及其领导的叛军（大部分为南方血统）对所有政府机构进行了血腥接管，并杀死了总理、北部地区总理、西部地区总理和财政部长等官员。总统阿齐基韦幸免于难，这可能是因为当时他恰巧在国外，或是他被告知即将发生政变而出逃。1966年1月16日，约翰逊·阿吉伊-伊龙西少将成为尼日利亚联邦军政府的第一任首脑。

## 引用
1. 1 2  Ugorji, Basil. . Outskirts Press. 2012: 183  [2022-10-12]. ISBN 9781432788353. （原始内容存档于2022-04-29）.
2. ↑   (PDF): 21. （原始内容 (PDF)存档于2006-12-09）.
3. 1 2  Oshungade, I. O.  (PDF). 1995 Directory of Nigerian Statisticians. 1995, 2: 58. （原始内容 (PDF)存档于2013-02-27）.
4. ↑  https://www.dawodu.com/const63.pdf （页面存档备份，存于） The Constitution of the Federal Republic of Nigeria (1963)
5. ↑  John de St. Jorre, The Nigerian Civil War p. 36.
6. ↑  John de St. Jorre, The Nigerian Civil War, p. 35
7. ↑  John de St. Jorre, The Nigerian Civil War, p. 39.